# Charaxes karkloof
The Karkloof Emperor (Charaxes karkloof) là một loài bướm thuộc họ Nymphalidae. Nó được tìm thấy ở miền nam châu Phi.
Sải cánh dài 45–55 mm đối với con đực và 50–60 mm đối với con cái. Thời gian bay từ tháng 10 đến tháng 6.
Ấu trùng ăn Ochna arborea, Ochna natalitia, và Ochna serrulata.

## Subpecies
Listed alphabetically.
- C. k. capensis van Someren, 1966
- C. k. karkloof van Someren & Jackson, 1957
- C. k. trimeni Rydon, 1994